# نشان نیوبری
نشان نیوبری (انگلیسی: Newbery Medal) نخستین جایزهٔ ادبی کتاب کودکان است و به نام جان نیوبری، ناشر سدهٔ ۱۸ نامگذاری شده‌است. این جایزه از سال ۱۹۲۲ به پیشنهاد فریدریک میلچر مدیر مؤسسهٔ انتشارات «آر. آر. باکر» از سوی انجمن کتابخانه‌های آمریکا «ALA» و به صورت سالانه، به نویسنده‌ای تعلق می‌گیرد که برجسته‌ترین اثر داستانی را در حوزهٔ ادبیات کودکان آمریکا پدیدآورده باشد. وظیفهٔ انتخاب آثار برتر نیز بر عهدهٔ اعضای انجمن خدمات کتابخانه برای کودکان یا «ALSC» است. افزون بر کتاب برتر سال، فهرستی از کتاب‌های برگزیده نیز هر سال از سوی کمیتهٔ جایزهٔ نیوبری اعلام می‌شود. برندگان این جایزه هر سال در ماه ژانویه اعلام می‌شوند. 
نشان نیوبری به اتفاق نشان کالدکوت از ارزشمندترین جایزه‌های ادبی در حوزهٔ ادبیات کودک آمریکا محسوب می‌شوند. هدف از اهدای این جایزه، تشویق پدیدآورندگان برتر کتاب کودک در کنار تشویق کتابداران به خدمت رسانی بهتر برای کودکان و علاقه‌مند کردن کودکان به ادبیات است.